# Flindersina
La flindersina es un alcaloide piranoquinolínico aislado de varias plantas de la familia Rutaceae, tales como Flindersia australis, Fagara holtziana, Fagara cholybea y Haplophyllum perforatum. Es un compuesto fitotóxico. UV: [neutro]λmax235;333;350;365 (MeOH).

## Biosíntesis
La flindersina pertenece a una familia de alcaloides característicos de la familia Rutaceae, los cuales son policétidos en donde el ácido antranílico es la unidad de iniciación. La flindersina es un dicétido que forma una 2,4-quinolinadiona. Ésta puede dar una reacción de Sustitución electrófila aromática con el pirofosfato de dimetilalilo (DMAPP). Este sustituyente al oxidarse puede formar un heterociclo de pirano con el enol de la posición 4